# 극장판 짱구는 못말려: 수수께끼! 꽃피는 천하떡잎학교
《극장판 짱구는 못말려: 수수께끼! 꽃피는 천하떡잎학교》(クレヨンしんちゃん 謎メキ! 花の天カス学園)는 일본에서 2021년 7월 30일에 개봉했던 짱구는 못말려의 애니메이션 영화 시리즈의 제29부작이며, 한국은 2022년 9월 28일 더빙판으로 개봉되었고 흥행에 성공해 좋은 평가를 받고있다.

## 등장인물
- 노하라 신노스케 역 : 코바야시 유미코
- 노하라 미사에 역 : 나라하시 미키
- 노하라 히로시 역 : 모리카와 토시유키
- 노하라 히마와리 역 : 코로오기 사토미
- 시로, 카자마 토루 역 : 마시바 마리
- 사쿠라다 네네 역 : 하야시 다마오
- 사토 마사오 역 : 이치류사이 테이유우
- 보오 역 : 사토 치에
- 아지키 치시오 역 : 히로하시 료

### 한국어
- 짱구 : 박영남
- 짱구 엄마, 맹구 : 강희선
- 짱구 아빠 : 김환진
- 철수, 짱아 : 여민정
- 유리, 흰둥이 : 정유미
- 훈이 : 정혜옥
- 철수 엄마 : 이용신
- 은질주 : 김채하
- 스마티 : 김가령
- 유일등 : 강성우
- 삼삼 : 박민정
- 호나비 : 유영
- 반항기 : 김신우
- 장딴지 : 송준석
- 주머니 : 김동현
- 요요 : 김윤기
- 방송인 : 박이서
- 도시락 : 유혜지
- 매점아줌마 : 이달래
- 뾰족머리 : 이우리
- 구석애 : 채림
- 교사 : 황동현

## 주제곡
- 케츠메이시 - 슈퍼 스타(スーパースター)
- 마카로니엔페츠 - 달리는 아이(はしりがき)

## 스태프
본작의 감독은 2018년 극장판 26부작인 《아뵤! 쿵후보이즈 ~라면대란~》에 참가한 타카하시 와타루가 맡게 되었다.

## 같이 보기
- 짱구는 못말려 (영화 시리즈)